# 叶健民 (少将)
叶健民（1918年—1998年），中国人民解放军将领、中国人民解放军开国少将。
曾任中国人民解放军第47军副军长、广州军区装甲兵司令员。1955年，授予中国人民解放军少将。